# شمس الملك
نصر بن إبراهيم المَعروف بِشمس المُلك، ( ؟؟ - توفي 492 هـ)، صاحِب وملِك وسُلطان بلاد ما وراء النهر مِن السلاجقة وكان يحكم من مدينة سمرقند، أخو أحمد خان بن إبراهيم الذي أصبح ملِك على سمرقند بعده، وهو ابن أخو تركان خاتون زوجة السلطان جلال الدولة ملك شاه.
كانَ سُلطاناً فاضِلاً فضيلاً، وفقيهاً بالدينِ مُعدلاً بين رعيته عادِلاً مع شعبه، مُتواضعاً رغم ذلك مُهاباً بين جنده ووزرائه، مُحسناً فَصيحاً عكس أخيه أحمد خان، وكانَ مُحدثاً من رواة الحديث النبوي حيثُ روى عن حمد بن محمد الزبيري وطائفة وروى عنه مُحمد بن نصر الخطيب.
قالَ عنه السمعاني:
| شمس الملك | كان من أفاضل الملوك علماً ورأياً وسياسةً وحزماً ، درس الفقه ، وكتب بخطه المليح مُصحفاً ، وخطب على منبر بخارى ، وعلى منبر سمرقند، وتعجبوا من فصاحته ، وأملى الحديث عن حمد بن محمد الزبيري، وغيره ، وكان يَعرف النِجارة ، عمل بيده باب المقصورة. | شمس الملك |
أورد لَهُ الإمام الذهبي ترجمة في كِتاب سير أعلام النبلاء ومن ضمن ما قاله أن وفاته كانت في ذو القعدة من عام 492 هـ.